# Eva veut dormir
Pour plus de détails, voir Fiche technique et Distribution.
Eva veut dormir (en polonais : Ewa chce spać) est une comédie polonaise réalisée par Tadeusz Chmielewski, sortie en 1958.

## Synopsis
Ewa, une fille candide arrive en ville à la veille de l'année scolaire mais le concierge ne la laisse pas entrer à l'internat. Désespérée, elle essaie toute la nuit, sans succès, de trouver un endroit pour dormir. Elle rencontre sur son chemin des policiers, des voyous, des prostituées, mêlée à des événements surréalistes et quasi fantastiques.

## Tournage
Le film a été tourné à Piotrków Trybunalski et à Wrocław.

## Curiosité
Certains acteurs amateurs étaient des vrais voyous emmenés sur le lieu de tournage par la police.

## Fiche technique
- Titre : Eva veut dormir
- Réalisation : Tadeusz Chmielewski
- Scénario : Tadeusz Chmielewski, Andrzej Czekalski
- Photographie : Stefan Matyjaszkiewicz
- Montage : Janina Niedźwiecka
- Musique originale : Henryk Czyż
- Décors : Roman Mann, Adam Nowakowski
- Costumes : Bolesław Kamykowski
- Sociétés de production : Zespół Filmowy „Syrena”
- Sociétés de distribution :
- Pays d'origine :  Pologne
- Langue originale : polonais
- Format : Noir et blanc
- Durée : 94 minutes (2818 mètres)
- Genre : comédie
- Date de sortie :
  - Pologne : 17 mars 1958

## Distribution
- Barbara Lass : Ewa
- Stanisław Mikulski : le policier Piotr
- Stefan Bartik : le commissaire
- Ludwik Benoit : le perceur de coffre-fort
- Maria Kaniewska : Helutka, la barmaid
- Roman Kłosowski : Lulek le voyou
- Wacław Kowalski : l'armurier
- Gustaw Lutkiewicz : le policier Dobiela
- Stanisław Milski : le concierge du lycée
- Jarema Stępowski : Wacek Szparaga, le barman
- Wojciech Turowski
- Edward Wichura : le policier Teofil
- Zygmunt Zintel : l'inspecteur Piętka
- Bogdan Baer : le boulanger
- Henryk Boukołowski
- Emir Buczacki : Tolo l'aveugle, le pickpocket
- Halina Buyno-Łoza : la prostituée "Belle Lola"
- Henryk Hunko : le voleur
- Kalina Jędrusik : Biernacka, l'habitante du foyers de travailleurs
- Cezary Julski : le policier Kruszyna
- Eugeniusz Kamiński : le voleur Genio, le passe-partout
- Ludwik Kasendra : le policier Pluciński
- Jan Kobuszewski : Marian, l'amant de Biernacka
- Zdzisław Kuźniar : le criminel volant le scénario du film
- Bronisław Pawlik : le policier Ciapała
- Czesław Piaskowski : le ramoneur
- Józef Pieracki
- Barbara Rachwalska : la directrice du foyer de travailleurs
- Wojciech Rajewski
- Ryszard Ronczewski : Filon le silencieux (l'apache qui danse)
- Włodzimierz Skoczylas
- Wacław Jankowski : le policier du 8e commissariat
- Włodzimierz Kwaskowski : Henio le tuyau de plomb
- Ryszard Filipski : l'ouvrier routier
- Leonard Pietraszak : le motard

## Récompense
- La Coquille d'or au Festival international du film de Saint-Sébastien en 1958[2],[3].
- L'Astor d'or du meilleur film au Festival international du film de Mar del Plata[4]